# Usora (zemlja)

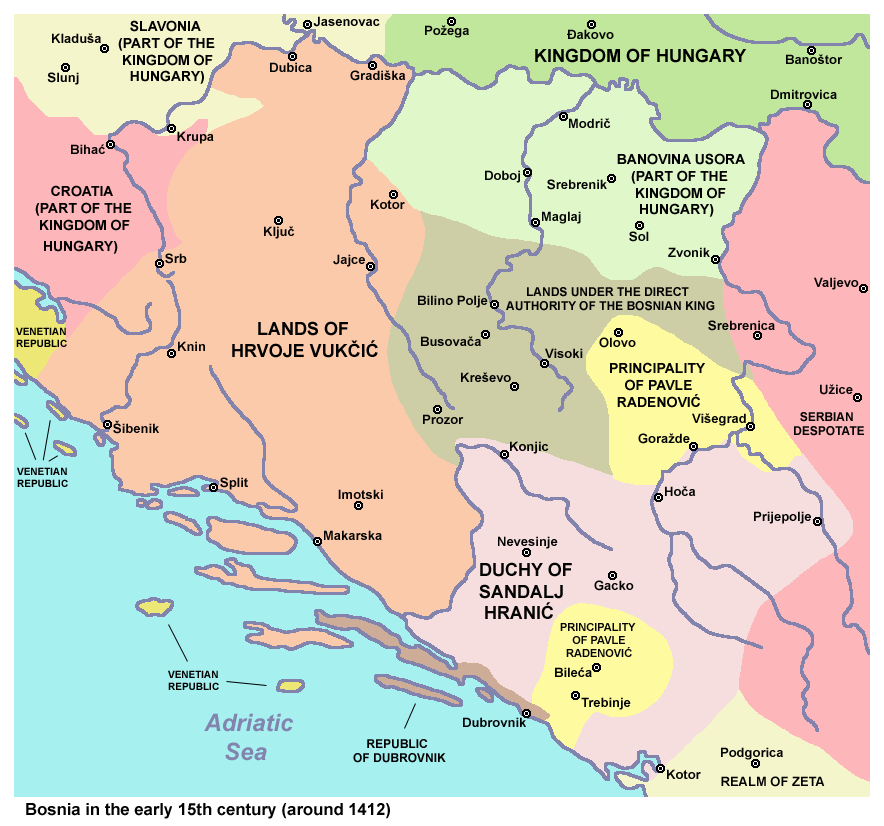
Bosnia alrededor de 1412

Usora (en latín: Vozora, en húngaro: Ózora) fue una importante zemlja (región feudal) del estado medieval bosnio, primero del Banato de Bosnia y luego del Reino de Bosnia, aunque también tuvo algunos períodos fuera de su jurisdicción y autoridad real, cuando estaba conectado con los banatos vecinos de Eslavonia, o Mačva a veces. La sede administrativa de esta zemlja era Srebrenik, que también sirvió como residencia para sus gobernantes durante todo el período de existencia del estado bosnio medieval. Tomó su nombre del río Usora.